# Kim Novak
Kim Novak, nome artístico de Marilyn Pauline Novak (Chicago, 13 de fevereiro de 1933), é uma atriz norte-americana conhecida por sua atuação como Madeline Elster / Judy Barton no filme Vertigo (1958).
Kim Novak resistiu às pressões da Columbia Pictures, estúdio ao qual tinha contrato, para que adotasse o nome artístico de Kit Marlowe, e apenas concordou com a mudança de Marilyn para Kim para evitar que as pessoas a confundissem com a também atriz Marilyn Monroe.
Em 1957, fez uma greve em protesto contra o salário que recebia na época.
Novak decidiu se aposentar do cinema durante a produção de Liebestraum (1991), de Mike Figgis. Antes disso, havia atuado em séries de televisão como Falcon Crest, entre os anos de 1986 e 1987 como participante especial. Atualmente cria cavalos e lhamas no Oregon e na Califórnia.
Possui uma estrela na Calçada da Fama, localizada em 6336 Hollywood Boulevard.
A música "New Age" Do álbum "Loaded" do Velvet Underground foi escrita como uma homenagem irônica a Novak.
"Can i have your autograph / he said to the fat blonde actress".

## Filmografia

Kim Novak e Juscelino Kubitschek

Kim Novak, Jorge Guinle e Harry Stone no Teatro Municipal do Rio de Janeiro

- 1991 - Liebestraum (br: Liebestraum - Atração proibida)
- 1990 - The Children
- 1987 - Es hat mich sehr gefreut
- 1983 - Malibu (TV)
- 1980 - The Mirror Crack'd (br: A maldição do espelho)
- 1979 - Schöner Gigolo, armer Gigolo (br: Apenas um gigolô)
- 1977 - The White Buffalo (br: O grande búfalo branco / pt: A carga do búfalo branco)
- 1975 - Satan's triangle (TV)
- 1973 - Tales That Witness Madness (br: Testemunhas da loucura)
- 1973 - The Third Girl from the Left (br: A terceira garota da esquerda) (TV)
- 1969 - The Great Bank Robbery (br: O grande roubo do trem)
- 1968 - The Legend of Lylah Clare (br: A lenda de Lylah Clare)
- 1965 - The Amorous Adventures of Moll Flanders (br: As aventuras escandalosas de uma ruiva)
- 1964 - Kiss Me, Stupid (br: Beija-me, idiota)
- 1964 - Of Human Bondage (br: Servidão humana)
- 1962 - Boys' Night Out (br5: Uma vez por semana)
- 1962 - The Notorious Landlady (br: Aconteceu num apartamento)
- 1960 - Pepe (br: Pepe)
- 1960 - Strangers When We Meet (br: O nono mandamento)
- 1959 - Middle of the Night (br: Crepúsculo de uma paixão)
- 1958 - Bell Book and Candle (br: Sortilégio do amor)
- 1958 - Vertigo (br: Um corpo que cai / pt: A mulher que viveu duas vezes)
- 1957 - Pal Joey (br: Meus dois carinhos)
- 1957 - Jeanne Eagles (br: Lágrimas de triunfo)
- 1956 - The Eddy Duchin Story (br: Melodia imortal)
- 1955 - The Man with the Golden Arm (br: O homem do braço de ouro)
- 1955 - Picnic (br: Férias de amor / pt: Piquenique)
- 1955 - 5 Against the House (br: No mau caminho)
- 1955 - Son of Sinbad (br: O filho de Sinbad)
- 1954 - Phffft! (br: Abaixo o divórcio)
- 1954 - Pushover (br: A morte espera no 322)
- 1954 - The French Line (br: Um romance em Paris)

## Prêmios e indicações
- Ganhou o Globo de Ouro de melhor revelação feminina em 1955, e o de estrela favorita do cinema em 1957.[4]
- Em 1957 recebeu uma indicação ao BAFTA na categoria de melhor atriz estrangeira por Férias de amor (1955).
- Ganhou um Urso de Ouro honorário em 1997, concedido pelos organizadores do Festival de Berlim.